# Akasen

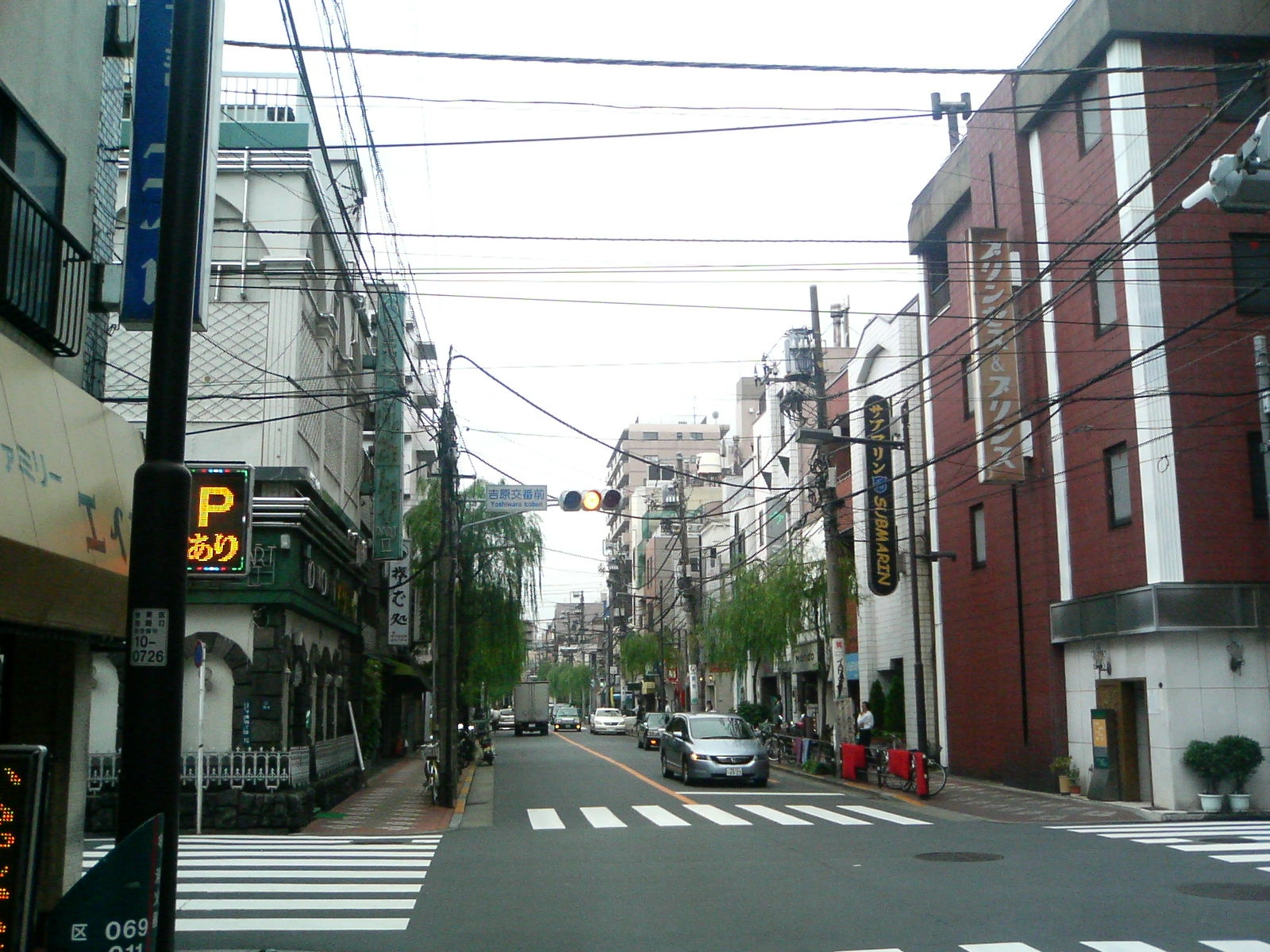
Yoshiwara, dawna dzielnica akasen, sfotografowana w 2006 r.

Akasen (jap. 赤線) – japoński slangowy termin określający obszary, które historycznie były zaangażowane w japoński przemysł seksualny w latach 1946–1958.

## Etymologia
Termin „akasen” dosłownie tłumaczy się jako „czerwona linia” i często jest bezpośrednio porównywany z zachodnim terminem „dzielnica czerwonych latarni”.

## Informacje
Prekursorem dzielnic akasen były yūkaku (遊廓), legalne dzielnice czerwonych latarni w Japonii, w których działały zarówno domy publiczne, jak i prostytutki (zwane łącznie yūjo (遊女 dosł. „kobieta rozkoszy”), których wyższe rangi były znane jako oiran (花魁)) zostały uznane przez rząd japoński.
Pomimo uznania usług seksualnych za przestępstwo, na początku XXI wieku powstały działalności takie jak mydlane krainy (ソープランド, sōpurando) i salony masażu (ファッションヘルス, fasshon herusu), których działalność reguluje ustawa o przepisach dotyczących przedsiębiorstw mających wpływ na moralność publiczną (風俗営業等の規制及び業務の適正化等に関する法律), znanej również jako Fūzoku Eigyō Torishimari Hō (風俗営業取締法) lub fueiho.